# Jehan de Thuin
Jehan de Thuin était un architecte et sculpteur montois, né vers 1500 et mort à Mons le 26 août 1556.

## Biographie
Chargé de conduire la construction de l'église Sainte-Waudru de Mons.
Il est le collaborateur de Jacques Du Brœucq dans les travaux du jubé.

## Œuvre
- Collégiale Sainte-Waudru de Mons